# Græshave Sogn
Græshave Sogn er et sogn i Lolland Vestre Provsti (Lolland-Falsters Stift).
I 1800-tallet var Græshave Sogn anneks til Gloslunde Sogn. Begge sogne hørte til Lollands Sønder Herred i Maribo Amt. Gloslunde-Græshave sognekommune blev ved kommunalreformen i 1970 indlemmet i Rudbjerg Kommune, der ved strukturreformen i 2007 indgik i Lolland Kommune.
I Græshave Sogn ligger Græshave Kirke.
I sognet findes følgende autoriserede stednavne:
- Bådesgård (ejerlav, landbrugsejendom)
- Bådesgårds Kohave (bebyggelse)
- Græshave (bebyggelse, ejerlav)
- Kristinefelt (landbrugsejendom)
- Ny Strågeby (bebyggelse)
- Øllingsøgård (ejerlav, landbrugsejendom)
- Øster Skovby (bebyggelse, ejerlav)